# CABU-Schiff

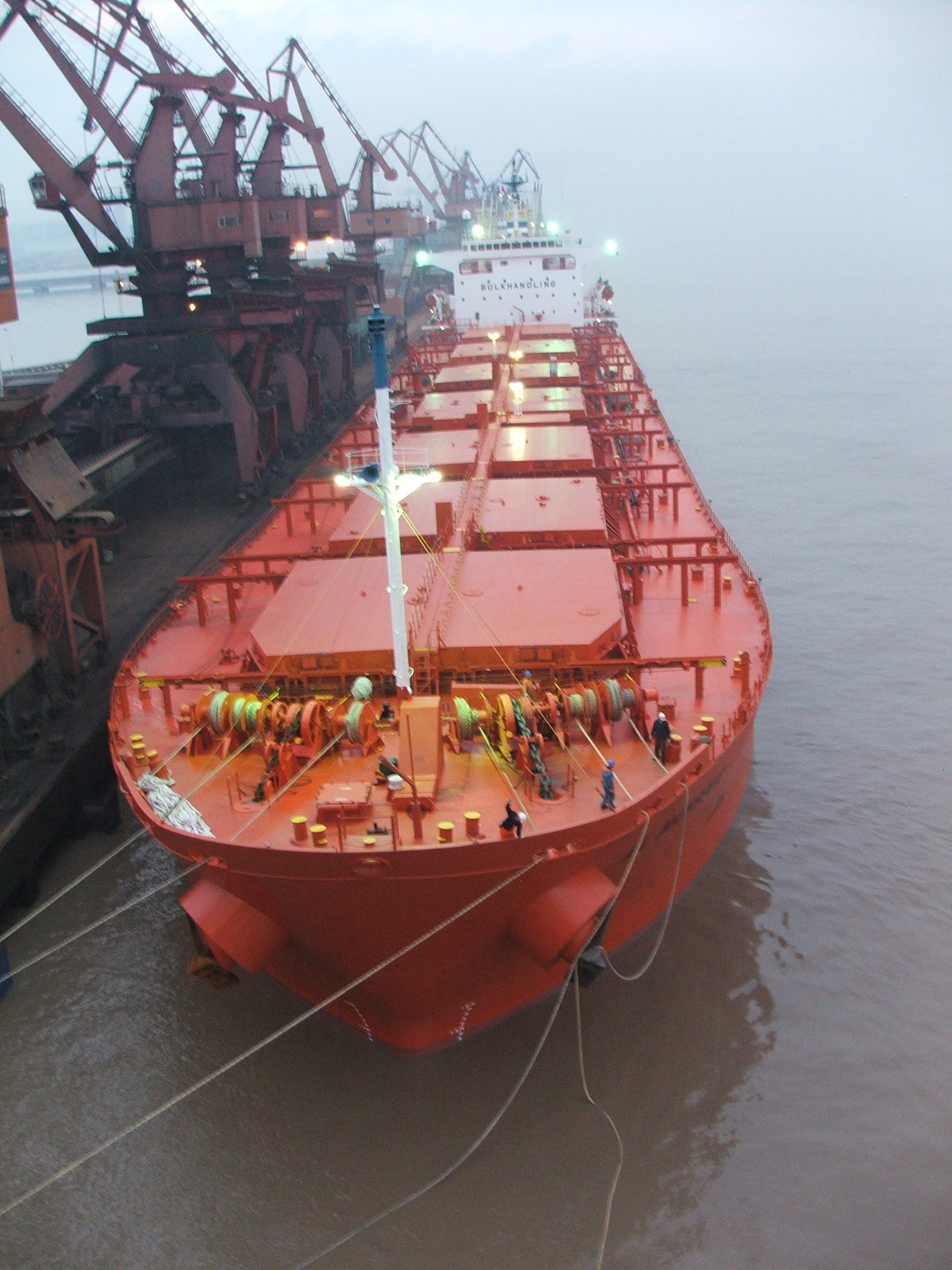
Das CABU-Schiff Al Mansour

Ein CABU-Schiff (englisch CAustic Soda BUlk Carrier) ist ein Massengutschiffstyp, der außer festen Ladungen auch flüssige Natronlauge transportieren kann. 
Das Konzept der CABU-Schiffe wurde von der norwegischen Reederei Torvald Klaveness im Hinblick auf die Versorgung der australischen Aluminiumindustrie entwickelt. Die CABU-Kombischiffe transportieren dort Natronlauge zu den Aluminiumhütten in Australien und trockene Massengutladungen wie Salz, Bauxit, Eisenerz, Getreide und feste Brennstoffe nach Asien. Im Verkehr mit dem Nahen Osten befördern die Schiffe auch Aluminiumoxid zu den Aluminiumhütten in Bahrain und den Arabischen Emiraten. Der Vorteil des Schiffstyps liegt in der Reduzierung von Ballastreisen wie sie sonst im konventionellen Einsatz von Massengutschiffen üblich sind.